# Walther Sommerlath
Carl August Walther Sommerlath, född 22 januari 1901 i Heidelberg i Baden i Kejsardömet Tyskland, död 21 oktober 1990 i Heidelberg i Baden-Württemberg i Tyskland, var en tysk affärsman. I Sverige är han mest känd som far till Silvia Sommerlath, Sveriges drottning.
Han har även blivit uppmärksammad i samband med den granskning Kalla fakta genomförde angående hans förvärv av en fabrik från en judisk ägare precis före andra världskrigets utbrott. Affären ansågs kontroversiell då den skedde inom ramen för ariseringsprocessen.
I december 2017 publicerade tidningen Expressen nya uppgifter om Walther Sommerlaths roll i Svenska Viktoriaförsamlingens räddningsarbete under andra världskriget. Dokumenten som uppgifterna kommer ifrån innefattar bland annat namnlistor och en vittnesskildring och finns bevarade hos en Malmöfamilj med rötter från Pommern. De visar att Walther Sommerlath var delaktig i församlingens arbete med att ta hand om judiska flyktingar som gömde sig undan Gestapo. Enligt vittnesskildringen deltog Sommerlath i en räddningsaktion där judiska familjer smugglades ut ur Nazityskland i förseglade tågvagnar som kördes från förorten Köpenick i östra Berlin till Sassnitz och sedan in på färjan med slutdestination Trelleborg.

## Biografi

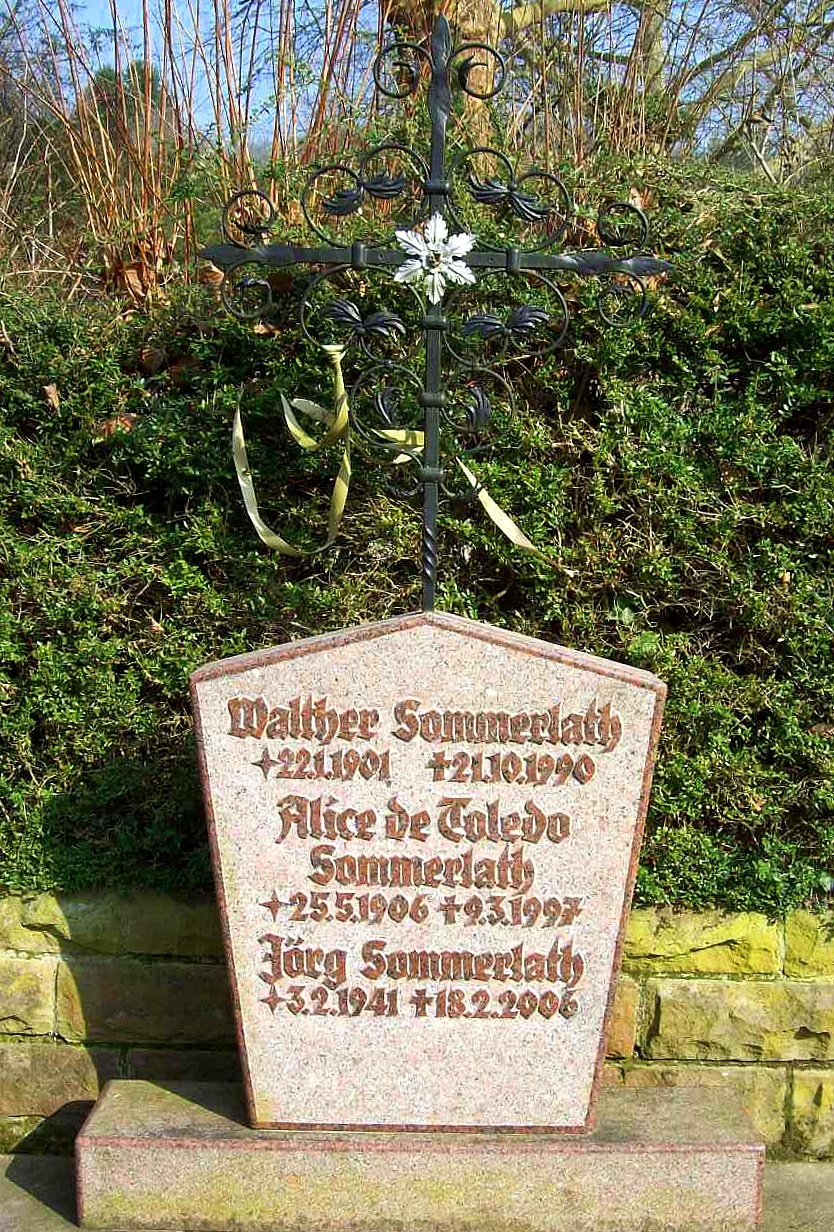
Walther och Alice Sommerlaths grav.

Walther Sommerlath var son till köpmannen Ludwig Sommerlath (1860–1930) och Erna Waldau (1864–1944) och bror till teologen Ernst Sommerlath. Han utvandrade till São Paulo i Brasilien i juli 1920 och gifte sig år 1925 med Alice Soares de Toledo, med vilken han fick fyra barn. I Brasilien arbetade han för Aços Roechling Buderus do Brasil, ett dotterbolag till den tyska stålkoncernen Röchling. År 1938 återvände familjen med sönerna Ralf de Toledo Sommerlath (född 1929) och Walther Ludwig (1934-2020) till Berlin i Tyskland, där Walther Sommerlath det första året arbetade för Röchling-Buderus i Völklingen. Sonen Hans Jörg (1941–2006) och dottern Silvia Renate (född 1943) föddes i Tyskland.
I april 1939 övertog Sommerlath metallvarufabriken Wechsler & Hennig i stadsdelen Kreuzberg i Berlin. Detta skedde efter en bytesaffär med den judiske ägaren Efim Wechsler, vilken av tyska staten förklarats som icke önskvärd och uppmanats att lämna landet. Wechsler fick i utbyte Walther Sommerlaths och hans frus andel i kaffefarmen Fazenda Santa Joaquina i Brasilien och en aktiepost i ett markföretag. Wechsler var utsatt för ett hårt tryck genom ariseringsprocessen och valde att emigrera. Med ett pass utställt i Berlin den 21 april 1939 begav han sig till Hamburg för att embarkera fartyget Antonio Delfino. Efter 21 dagars resa, den 17 juni 1939, anlände han således till Santos i Brasilien.
Walther Sommerlath Metallwaren- und Apparate- Fabrik, som blev företagets nya namn, tillverkade vid övertagandet elektriska konsumtionsartiklar som hårtorkar och annan frisörmaterial. Från 15 augusti 1940 var det med sina 38 anställda organiserat som ett försvarsföretag, ett så kallat W-Betrieb. Företaget tillverkade under kriget materiel till det tyska luftförsvaret, bland annat detaljer till pansarfordon, transportvagnar utan motorer, finmekanik och optik som sikten samt gasmasker och filter till dessa. Fabriken förstördes så gott som fullständigt i ett bombanfall den 3 februari 1945.
I februari 1947 flyttade familjen Sommerlath tillbaka till Brasilien, där Walter Sommerlath 1949–1957 arbetade för svenska Uddeholm. Familjen återvände till Tyskland 1957, där Walther Sommerlath var chef för Uddeholms kontor i Düsseldorf. Han dog i Heidelberg 1990.

## Granskande reportage i Kalla fakta
År 2002 gjorde tidningen Arbetaren ett reportage, där det konstaterades att Walther Sommerlath tidigare hade varit medlem i det tyska nazistpartiet. Enligt reportaget gick han med i partiet 1 december 1934, i utlandsavdelningen då han bodde i Brasilien. När han flyttade tillbaka till Tyskland 1938 gick han med i huvudpartiet. Dessa uppgifter fick större spridning senare då TV4:s Kalla fakta undersökte Walther Sommerlaths förflutna som en del av en dokumentär om familjen Bernadotte. Efter TV4:s reportage kommenterade drottning Silvia för första gången dessa uppgifter och hon sa då att hennes far hade varit medlem, men att han inte varit politiskt aktiv. Hon förnekade också att hans fabrik i Tyskland tillverkat krigsmateriel. 
Kalla fakta kunde inte hitta några uppgifter om Walther Sommerlaths politiska aktivitet i den brasilianska säkerhetspolisens arkiv och inte heller i den amerikanska underrättelsetjänstens arkiv. Man fann inte heller något i de tyska arkiven, men en stor del av det tyska nazistpartiets arkiv förstördes avsiktligt före krigsslutet. En stor del av medlemsregistret från det tyska nazistpartiets utlandsavdelning klarade sig dock undan och det var där Arbetaren hittade uppgiften om Walther Sommerlaths medlemskap. Kalla fakta kunde inte hitta något uttalande från Walther Sommerlath där han tar avstånd från partiet eller dess politik. Walther Sommerlath var medlem av partiet tills det upplöstes och förbjöds av de allierade efter kriget.